# Firma Gebrüder Kapferer

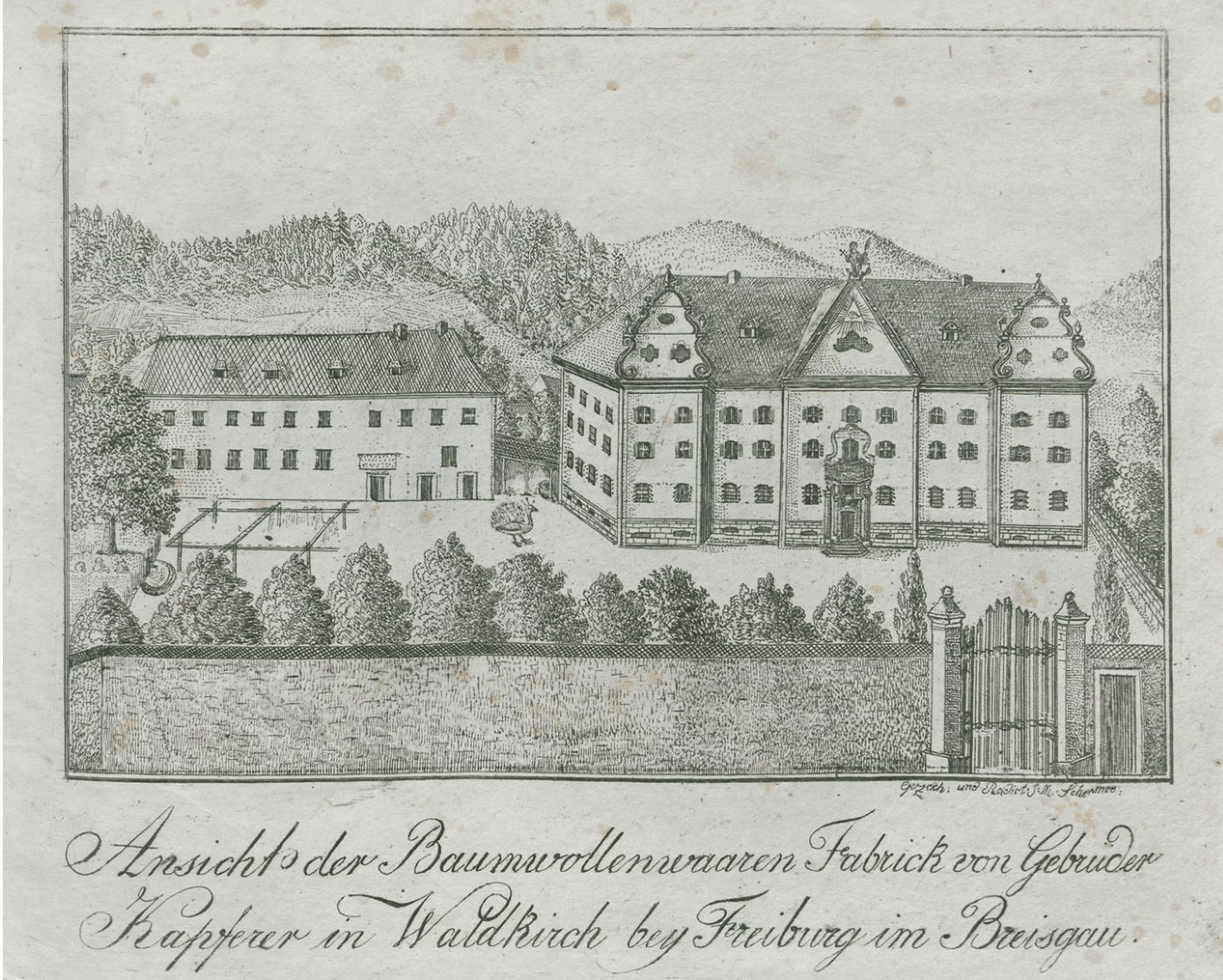
Die Baumwollfabrik auf einer Radierung um 1820 (J.M. Schermer).

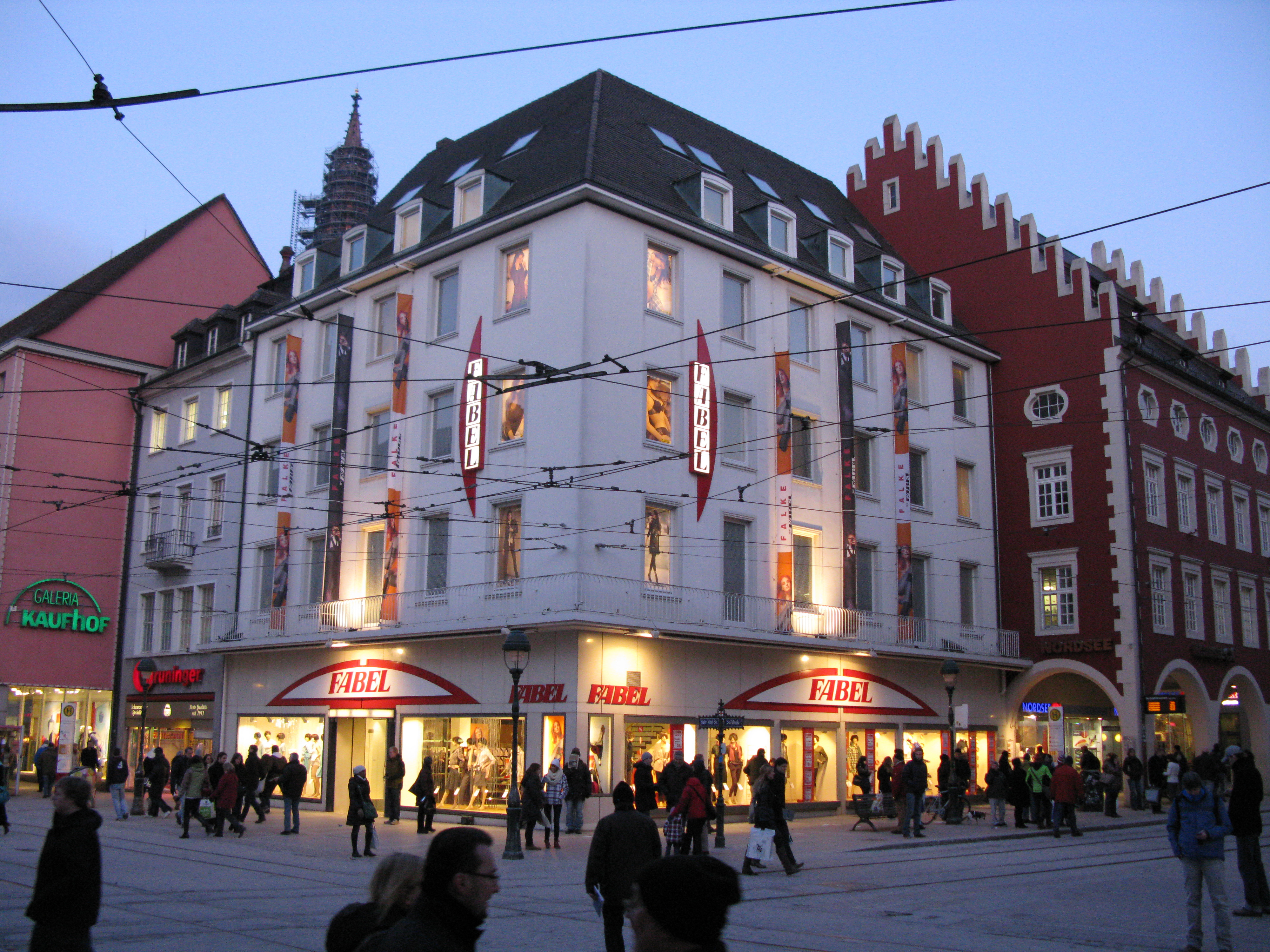
Wieder aufgebautes Haus Kapferer (2012)

Die Firma Gebrüder Kapferer ist ein ehemaliges Unternehmen in Freiburg im Breisgau, das von dem Kaufmann Franz de Paula Kapferer 1786 gegründet wurde.

## Geschichte
Franz de Paula Kapferer und sein Bruder Martin Kapferer waren Mitte des 18. Jahrhunderts aus Mieders in Tirol nach Freiburg gekommen und eröffneten dort 1763 ein gemischtes Warengeschäft mit einer kleinen Bank. 1768 wurden sie Bürger der Stadt. 1775 kauften sie drei Häuser an der Kaiserstraße, Ecke Salzstraße, nach deren Abriss sie dort ein Handels- und Wohnhaus für ihren Betrieb errichteten, wobei die Bank nach und nach zum Hauptgeschäft wurde. 1786 erhielt Franz de Paula die Erlaubnis, das Geschäft unter der Bezeichnung „Firma Gebrüder Kapferer“ zu führen. Er gab die Firma 1795 an seine Söhne Franz de Paula (junior) und Heinrich Kapferer weiter. Diese kauften am 24. Dezember 1815 das Propsteigebäude des Klosters St. Margarethen in Waldkirch, welches sie für den Start einer Baumwollfabrik nutzten, die bis 1873 bestand.
Das Bankgeschäft wurde 1903 an die Rheinische Creditbank in Mannheim verkauft, die später mit der Deutschen Bank fusionierte. Nach dem Kauf von Nachbargrundstücken wurde in der zentralen Lage Freiburgs am Bertoldsbrunnen ein großes Jugendstilgebäude errichtet, in dessen Erdgeschoss vier verschiedene Geschäfte einzogen, während die vier Obergeschosse für eine Büronutzung vorgesehen waren. Dieses Gebäude wurde am 27. November 1944 beim Bombardement von Freiburg im Zweiten Weltkrieg zerstört. 1949 wurde, etwas zurückgesetzt, ein neues Gebäude errichtet, das von der Modefirma Fabel angemietet wurde. 2018 haben die 17 Kapferer-Erben das Gebäude verkauft. Als Folge davon schloss das Geschäft Fabel Ende 2020.